# Samsung Ativ
Samsung Ativ bezeichnet eine Produktserie von Windows-Geräten des südkoreanischen Unternehmens Samsung Electronics. Smartphones, Tabletcomputer, All-in-Ones und Notebooks sind Teil der Ativ-Serie. Diese wurde am 29. August 2012 auf der IFA 2012 eingeführt. Allen gemein ist das Betriebssystem Windows 8 oder Windows Phone 8 in verschiedenen Versionen. Auf allen Geräten ist Microsoft Office vorinstalliert (auf den Geräten mit Windows 8 Pro nur die Testversion, auf RT-Geräten die RT-Vollversion). Weitere Apps können aus dem Windows (Phone) Store geladen werden. Der Name Ativ ist ein Anagramm zu dem lateinischen Wort Vita, das Leben bedeutet.

## Smartphones

### Ativ S
Das Samsung Ativ S ist das erste Smartphone von Samsung Electronics, das mit Microsoft Windows Phone 8 ausgeliefert wird. Das gesamte Gehäuse ist in Farbe Metallic gehalten und besteht trotz der metallisch anführenden Oberfläche vollständig aus Plastik. Die Abmessungen des Ativ S ähneln dem Samsung Galaxy S III. Der Verkaufsstart fand in Deutschland am 4. Februar 2013 statt. Es ist das einzige Windows Phone 8-Smartphone, welches nicht farbig ist, sondern metallisch aussieht.

#### Variationen
Das Ativ S gibt es in zwei Versionen. Die Version i8750 ist mit HSPA+ für Europa und Asien bestimmt, das Modell T899M ist eine LTE-Version für die USA und Kanada. Diese unterstützt jedoch nur eine einzige LTE Frequenz. Ein weiterer Unterschied besteht darin, dass das i8750 maximal 32 GB große microSD-Speicherkarten unterstützt, während die T899M-Version maximal 64 GB große microSD-Speicherkarten unterstützt. Das US-Modell wurde außerdem nur anfangs auch mit einem 32 GB großen internen Speicher verkauft.

## Tablet-PCs

### Ativ Smart PC
Der Samsung Ativ Smart PC ist ein Tabletcomputer, auf dem Microsoft Windows 8 als Betriebssystem installiert ist. Es zeichnet sich durch eine optional ansteckbare Tastatur aus, die aus dem Tablet ein Notebook macht.

#### Spezifikationen
Der Touchscreen bietet eine Diagonale von 11,6 Zoll und löst mit 1366 × 768 Pixeln auf. Das Tablet besitzt einen Intel-Atom-Prozessor. Der interne Speicherplatz beläuft sich auf 64 GB (kann durch eine microSD-Karte erweitert werden), der Arbeitsspeicher auf 2 GB. Die Kamera besitzt 8 Megapixel inklusive Blitz, die Frontkamera 2 Megapixel. Es ist jeweils ein USB 2.0 und Micro-HDMI-Anschluss verbaut. Es unterstützt mobile Daten bis LTE.
Die Abmessungen sind 304 × 189,4 × 9,9 mm (ohne Tastatur) und das Gewicht beträgt 750 g (ohne Tastatur).

### Ativ Smart PC Pro
Der Samsung Ativ Smart PC Pro ist ein Ableger des Ativ Smart PC, auf dem Microsoft Windows 8 als Betriebssystem installiert ist. Es unterscheidet sich dadurch, dass ein leistungsstärkerer Prozessor verbaut ist. Es zeichnet sich, wie der Ativ Smart PC, durch eine optional ansteckbare Tastatur aus, die aus dem Tablet ein Notebook macht.

#### Spezifikationen
Der Touchscreen bietet eine Diagonale von 11,6 Zoll und löst mit 1920 × 1080 Pixeln auf. Das Tablet besitzt einen Intel i5/i3-Prozessor und 4 GB Arbeitsspeicher. Der interne Speicherplatz beläuft sich auf bis zu 256 GB und kann durch eine microSD-Karte erweitert werden. Die Kamera besitzt 5 Megapixel inklusive Blitz, die Frontkamera 2 Megapixel. Es ist jeweils ein USB 2.0 und Micro-HDMI-Anschluss verbaut. Es unterstützt mobile Daten bis LTE.
Die Abmessungen sind 304 × 189,4 × 11,89 mm (ohne Tastatur) und das Gewicht beträgt 884 g (ohne Tastatur).

### Ativ Tab
Das Samsung Ativ Tab ist ein Tabletcomputer, auf dem das Betriebssystem Microsoft Windows RT läuft.
Samsung kündigte im März 2013 aufgrund der schlechten Absatzzahlen den Verkaufsstopp für das Ativ Tab in Deutschland und weiteren europäischen Ländern an.

#### Spezifikationen
Der Touchscreen hat eine Diagonale von 10,1 Zoll und löst mit 1366 × 768 Pixeln auf. Das Tablet besitzt einen Dual-Core-Prozessor (Taktfrequenz: 1,5 GHz). Der Arbeitsspeicher ist 2 GB groß und der interne Speicherplatz beläuft sich auf 32 oder 64 GB, welcher auch durch eine microSD-Karte erweitert werden kann. Die Kamera löst mit 8 Megapixeln auf und verfügt über einen LED-Blitz, die Frontkamera löst mit 1,9 Megapixeln auf. Des Weiteren ist jeweils ein Steckplatz für USB 2.0 und Micro-HDMI vorhanden.
Die Abmessungen sind 265,8 × 168,1 × 8,9 mm und das Gewicht beträgt 570 g.

## Ultrabooks

### Ativ Book 9 Plus
Im Juni 2013 wurde das Samsung Ativ Book 9 Plus vorgestellt. Der Nachfolger der Samsung Ultrabook-Reihe Serie 9 ist ein leistungsoptimiertes Ultrabook. Es hat Windows 8 vorinstalliert, besitzt einen hochauflösenden Touchscreen (qHD+, z. B. 3.200 × 1.800 Bildpunkte) und ein Aluminium-Gehäuse. Es wiegt etwa 1,3 kg.

### Ativ Book 9 Lite
Im Juni 2013 wurde das Samsung Ativ Book 9 Lite vorgestellt. Es ist ein preisoptimiertes Ultrabook. Diese im Vergleich zur Plus-Serie einfachere Version wird schwarz und in weiß angeboten, hat Windows 8 vorinstalliert und besitzt einen Touchscreen (HD, z. B. 1.366 × 768 Bildpunkte). Das Gehäuse besteht aus Kunststoff.